# 84 m2
Pour plus de détails, voir Fiche technique et Distribution.
84 m2 (hangeul : 84제곱미터 ; RR : 84jegobmiteo ; litt. « 84 mètres carrés ») est un film sud-coréen réalisé par Kim Tae-joon et sorti en 2025, exclusivement sur la plateforme Netflix.

## Synopsis
En avril 2021, un jeune employé de bureau, Noh Woo-seong, a fini par réussir à s'acheter un appartement de 84 m2, le 1401, au 14e étage d'un immeuble pour la somme de 1,1 milliard de wons. Il entame alors une vie heureuse avec sa fiancée. En 2024, la valeur de l'appartement a chuté autour des 800 millions de wons, et la fiancée de Woo-seong l'a quitté en raison de leurs problèmes financiers. Ce dernier, désormais endetté à hauteur de 700 millions de wons, parvient à peine à s'en sortir, alternant entre son travail de jour et des livraisons en soirée pour survivre. L'un de ses collègues lui vante cependant les mérites des cryptomonnaies, sans grand succès.
Une nuit, après être rentré de son travail de livreur, Woo-seong est réveillé par une mystérieuse alarme à 4 h 30 du matin. Il voit ensuite la voisine du 1301, Joo-kyeong, qui laisse des notes se plaignant de bruits venant de son appartement sur sa porte d'entrée. Woo-seong assure qu'il n'est pas à l'origine des bruits, mais sa voisine se comporte étrangement, force l'entrée dans son appartement et l'avertit de manière cryptique. 
Agacé par les bruits à répétition qu'il entend lui aussi, Woo-seong part à leur recherche, visitant les voisins des appartements au dessus du sien, comprenant Jin-ho, l'intimidant voisin du 1501 ainsi qu'un couple âgé, qui confirment la présence de mystérieux bruits. Woo-seong finit par atteindre la résidence du sommet, occupée par Eun-hwa, riche représentante du syndicat de l'immeuble et propriétaire, qui lui assure que le problème vient du 1301 et achète sa patience avec une enveloppe garnie de billets.
Devant ses difficultés financières et son collègue continuant de vanter les opportunités des cryptomonnaies, Woo-seong finit par vendre son appartement, demandant un acompte de 85 millions de wons qu'il investit immédiatement dans la cryptomonnaie GB Coin. Comme prévu, sa valeur s'envole rapidement, atteignant des taux de rendement dans les centaines, et Woo-sung entre dans un véritable état d'euphorie. Il est alors prévu de revendre les cryptomonnaies le 15 août, avant l'effondrement prévu de GB Coin.
Woo-seong est cependant rappelé à la réalité par les voisins de l'immeuble, excédés par les mystérieux bruits et déterminés à rentrer dans son appartement pour le fouiller. La situation dégénère rapidement quand un haut-parleur est retrouvé, caché dans son appartement, et le mari de Joo-kyeong semble vouloir en venir aux mains. Cependant, ce dernier s'effondre au sol avant le moindre coup porté, et la police, appelée entre temps, arrive sur les lieux et arrête Woo-seong pour suspicion de coups et blessures.
En garde à vue, Woo-seong prétexte une envie pressante pour s'infiltrer dans un bureau et tenter de vendre sa cryptomonnaie, mais échoue et perd toutes ses économies investies. Eun-hwa fait pression sur la police, prétextant avoir découvert les agissements suspects du 1301 dénoncés par Woo-seong, et ce dernier est libéré.
Ruiné et suicidaire, Woo-seong rédige une lettre de suicide et se prépare à sauter de son balcon, quand des bruits et lumières en provenance du 1301 le font se raviser et saisir un marteau, déterminé à en finir. Il est toutefois intercepté dans les escaliers par Jin-ho, et une bagarre éclate, finissant dans l'appartement 1401, où Jin-ho entend à son tour les mystérieux bruits alors que le fautif présumé est maîtrisé et à ses pieds. Jin-ho se ravise et théorise que les coupables pourraient être en réalité Eun-hwa et son mari.
Jin-ho et Woo-seong, profitant du fait que Eun-hwa souhaite parler avec Woo-seong, élabore un plan : Jin-ho distrait Eun-hwa pendant que Woo-seong cherche l'enceinte utilisée pour diffuser les bruits. Il se fait cependant surprendre en train de fouiller l'appartement par le mari de Eun-hwa, et les deux doivent repartir. 
Woo-seong examine ensuite le téléphone retrouvé avec l'enceinte chez lui, et découvre que celui-ci semble connecté au Wi-Fi de Jin-ho. Prétextant l'accompagner au sauna, Woo-sung vole la clé de Jin-ho et s'introduit dans son appartement, où il découvre le pot aux roses. Les bruits sont générés par Jin-ho grâce à un système d'enceintes, désireux de prouver les défauts de construction de l'immeuble en tant que journaliste, en utilisant Woo-seong comme bouc émissaire. Woo-seong découvre également que Jin-ho a piraté le système de vidéosurveillance, capable d'espionner les voisins et de déverrouiller leurs portes. 
Woo-seong photographie les preuves et tente de s'enfuir, mais doit se cacher quand Jin-ho rentre du sauna. Joo-kyeong sonne ensuite à la porte, visiblement en colère : le couple du 1301 était de mèche avec Jin-ho, mais son mari s'est cogné la tête lors de la confrontation avec Woo-seong, et risque de mourir. La situation s'envenime et finit sur Jin-ho tuant Joo-kyeong sous le coup de la colère quand cette dernière s'en prend à ses disques durs. 
Horrifié, Woo-seong tente de nouveau de s'enfuir, mais est surpris par Jin-ho, qui s'auto-mutile et promet de lui faire porter la responsabilité du meurtre et des blessures avant son apparent suicide, ce qui permettrait à Jin-ho d'écrire un article qui ferait les gros titres. Woo-seong plaide pour sa vie et finir par convaincre Jin-ho de faire porter le chapeau à Eun-hwa à la place. Jin-ho en profite, désireux de récupérer un certain registre caché chez les propriétaires.
La nuit venue, les deux s'introduisent chez Eun-hwa avec le corps de Joo-kyeong. Jin-ho ouvre une vanne de gaz, préparant une explosion qui détruirait toute preuve de leur implication, puis capture Eun-hwa et son mari. Ligotés, ils sont menacés par le journaliste et son marteau, leur hurlant de révéler l'emplacement du registre. Woo-sung trahit alors Jin-ho et libére Eun-hwa, et le chaos s'ensuit, débouchant sur la mort du mari de Eun-hwa, qui a cependant mortellement blessé Jin-ho.
Eun-hwa menace alors Woo-seong et lui ordonne de l'achèver, alors que Jin-ho lui demande de ne pas la croire. Jin-ho semble mourir toutefois avant que Woo-seong ne prenne sa décision, au grand dam de Eun-hwa qui attaque alors Woo-seong. Elle confirme ensuite l'existence du registre, posé à l'entrée de l'appartement et détaillant les irrégularités de construction des immeubles, qu'elle connaissait mais a dissimulé, ces irrégularités faisant baisser le coût des travaux.
Jin-ho se relève soudainement et attrape Eun-hwa par le cou, finissant par la tuer en l'étouffant, avant d'ordonner à Woo-seong de lui remettre le registre. Mais Woo-seong, las de voir sa conduite dictée, choisir plutôt de détruire le registre en le brûlant devant Jin-ho, qui meurt sans avoir accompli son objectif. Seul survivant du carnage, il quitte ensuite l'appartement et s'effondre au pied de l'immeuble, perdant conscience alors que l'appartement explose.
Il se réveille à l'hôpital, sa mère à son chevet. Il est ensuite interrogé par la police, qui a retrouvé des vidéos de Jin-ho mentionnant le registre, mais Woo-seong nie son existence. Woo-seong rentre ensuite avec sa mère, mais repart la même nuit visiter son appartement une dernière fois. Alors qu'il pénètre dans l'appartement, les bruits reprennent, et Woo-seong rit hystériquement en retour.  

## Fiche technique
Sauf indication contraire ou complémentaire, les informations mentionnées dans cette section peuvent être confirmées par la base de données KMDb
 Sauf indication contraire ou complémentaire, les informations mentionnées dans cette section proviennent du générique de fin de l'œuvre audiovisuelle présentée ici.
- Titre original : 84제곱미터
- Titre international : Wall to Wall
- Titre français : 84 m2
- Réalisation et scénario : Kim Tae-joon
- Musique : Heo Jun-hyuk
- Décors : Kim Seong-hyeon
- Costumes : Shin Ji-young
- Photographie : Jeong Gwi-ho
- Montage : Shin Min-kyung
- Production : Seo Jong-hae
- Société de production : Mizifilm[1]
- Société de distribution : Netflix[2]
- Pays de production :  Corée du Sud
- Langue originale : coréen
- Format : couleur
- Genre : thriller[2]
- Durée : 118 minutes
- Date de sortie : 18 juillet 2025 (Netflix)
- Classification :
  - Corée du Sud : convient aux 15 ans et plus
  - France  : convient aux 16 ans et plus

## Distribution
- Kang Ha-neul (VF : Fabrice Lelyon) : No Woo-seong, le propriétaire[1],[2]
- Yeom Hye-ran(VF : Dominique Westberg) : Jeon Eun-hwa, représentante d'immeuble[1],[2], ancienne procureure
- Seo Hyun-woo (en) (VF : Gilduin Tissier) : Yeong Jin-ho, journaliste et voisin d'au-dessus de Woo-seong[1],[2]
- Kang Ae-shim (VF : Blanche Ravalec) : Nam Hae-joo, mère de Woo-seong
- Jeon Jin-oh (ko) : Jeon Gwang-cheol, celui de l'appartement 1301
- Kim Hyeon-jeong : Ha Joo-kyeong, celle avec des post-it de l'appartement 1301
- Park Seong-il (ko) : Ga joo-ho, époux de Jeon Eun-hwa
- Yoon Jeong-il (ko) : Lee Sang-wook, celui de l'appartement 1601
- Lee Jong-goo (ko) : Kim Yeong- cheol, grand-père de l'appartement 1701
- Cho Han-joon (ko) : Lee Chang-woo, collègue de Woo-seong
- Ryoo Seong-hyeon (ko) : l'agent immobilier certifié
- Jung Sung-il : le procureur de la division criminelle (apparition exceptionnelle)

 Source et légende : version française (VF) sur RS Doublageet le carton cinématographique du doublage français.

## Production

### Développement
Début avril 2024, le réalisateur, Kim Tae-joon, est annoncé réalisateur du film à suspens, intitulé 84제곱미터 (litt. « 84 mètres carrés »), après son premier long métrage Unlocked (2023), pour la société Mizifilm. Mi-avril, Netflix s'associe au projet du réalisateur, et le titre international est Wall to Wall.
Le titre original fait référence à la superficie d'un appartement de 32 pyeong (en), la taille la plus populaire prisée, et porte une signification symbolique qui illustre la réalité de l'immobilier en Corée du Sud,.

« Puisque nous traitons du sujet très réaliste du bruit entre les étages, nous avons essayé de représenter fidèlement l'appartement où ces incidents se produisent. Comme vous le savez tous, les appartements sont des espaces très uniformes, et leurs structures et finitions ne sont pas très intéressantes au cinéma. (…) C'est pourquoi nous avons mené de nombreuses recherches avec l'équipe pour exprimer ces espaces de la manière la plus colorée possible sans perdre le réalisme. »

— Kim Tae-joon

### Attribution des rôles
|  |

Début avril 2024, Kang Ha-neul, Yeom Hye-ran et Seo Hyun-woo sont choisis pour les rôles principaux : le premier incarne le propriétaire d'un immeuble, puis la seconde, en représentante d'immeuble, et le dernier, en journaliste vivant dans le même immeuble que le premier. Mi-avril, Netflix confirme cette distribution.

### Postproduction
Début octobre 2024, lors de la conférence « Next on Netflix : 2025 Korean Cinema » à Pusan, Netflix révèle, parmi sept films sud-coréens, la sortie de Wall to Wall en 2025.

## Accueil

### Diffusion
Mi-juin 2025, Netflix dévoile l'affiche, avec une accroche « L'auteur du bruit sourd qui provient des appartements… est-ce moi ? », et la bande-annonce de Wall to Wall, ainsi que la date de sortie : le 18 juillet 2025 sur sa plateforme,.
Début juillet 2025, en France, il est officiellement intitulé 84 m2.

### Accueil critique
Augustin Pietron-Locatelli, du magazine Télérama, juge le film « peu inspiré et trop violent ».

### Audience
En France, le lendemain du premier jour de sa diffusion, il se trouve au troisième rang du top 10, avec « une avalanche de réactions sur les réseaux sociaux ».